# إيوجين بولانسكي
إيوجين بولانسكي (بالبولندية: Eugen Polanski)‏ (مواليد 17 مارس 1986 في سوسنوفيتش - بولندا) لاعب كرة قدم بولندي يلعب حاليا لصالح نادي الدرجة الأولى ماينز الألماني منذ 2009 في مركز الوسط المدافع .

## مسيرته الكروية
لعب إيوجين بولانسكي خلال مسيرته الاحترافية مع 5 أندية في ستة عشر موسمًا وسجل خلالها 15 هدفًا ضمن 306 مباراة. ولم يفز بأي موسم بالكأس أو بالدوري.
خاض إيوجين بولانسكي مسيرته مع نادي بوروسيا مونشنغلادباخ في موسم 2004–05 ليلعب معه أربعة مواسم، مشاركًا في 53 مباراة سجل خلالها هدفًا واحدًا. ثم انتقل إلى نادي خيتافي في موسم 2008–09 لمدة موسم واحد، حيث شارك في 26 مباراة ولم يسجل أي هدف. لينتقل بعدها إلى نادي ماينتس 05 في موسم 2009–10 ليلعب معه أربعة مواسم، مشاركًا في 87 مباراة سجل خلالها 4 أهداف. ثم انتقل إلى نادي هوفنهايم في موسم 2012–13 ليلعب معه ستة مواسم، مشاركًا في 123 مباراة سجل خلالها 9 أهداف.

## روابط خارجية
- إيوجين بولانسكي على موقع الاتحاد الأوربي (الإنجليزية)
- إيوجين بولانسكي على موقع قاعدة بيانات كرة القدم.إي يو (الإنجليزية)
- إيوجين بولانسكي على موقع بيانات كرة القدم. دي إي (الألمانية)
- إيوجين بولانسكي على موقع ناشيونال فوتبول تيمز (الإنجليزية)
- إيوجين بولانسكي على موقع Soccerbase.com (لاعب) (الإنجليزية)
- إيوجين بولانسكي على موقع Soccerway.com (الإنجليزية)
- إيوجين بولانسكي على موقع عالم كرة القدم.نت (الإنجليزية)
- إيوجين بولانسكي على موقع كووورة
- إيوجين بولانسكي على موقع AS.com (الإسبانية)